# Melchitská archieparchie Homs
Melchitská archieparchie Homs je metropolitní archieparchie Melchitské řeckokatolické církve bez sufragánních diecézí, která má jurisdikci nad melchitskými věřícími ve střední Sýrii. Její sídlo je ve městě Homs, kde se nachází katedrála P. Marie Královny Míru.

## Historie
V roce 1724, kdy vznikla melchitská církev, byla ustanovena i eparchie homská, kterou patriarcha Maximos III. Mazloum povýšil na archieparchii a spojil s ní starobylá biskupská sídla Hamas a Jabrud.